# Queen of Chilliwack
Die Queen of Chilliwack ist eine ehemalige Doppelendfähre der kanadischen Reederei BC Ferries.

## Geschichte
Das Schiff wurde unter der Baunummer 190 auf der Werft Framnæs Mekaniske Værksted im norwegischen Sandefjord für die Reederei Alpha in Moss gebaut. Die Kiellegung erfolgte im September 1977, der Stapellauf am 19. Januar 1978. Die Fähre wurde im Juni 1978 abgeliefert und kam als Bastø I unter der Flagge Norwegens über den Oslofjord zwischen Moss und Horten in Fahrt.
Im Januar 1991 wurde die Fähre an die damalige British Columbia Ferry Corp. in Victoria verkauft. Sie wurde unter die Flagge Kanadas gebracht und in Queen of Chilliwack umbenannt. Namensgeber war die Stadt Chilliwack östlich von Vancouver. Die Fähre wurde von BC Ferries zwischen Swartz Bay und den südlichen Gulf Islands in Fahrt gesetzt. Später übernahm sie den Fährverkehr zwischen Earls Cove und Saltery Bay. Im Sommer 1996 wurde die Fähre auf die neu eingerichtete Discovery Coast Passage zwischen Port Hardy im Norden von Vancouver Island und Bella Coola verlegt. Sie lief dabei auch kleine Häfen wie Bella Bella auf Campbell Island, Shearwater auf Denny Island und Ocean Falls an. Im Winterhalbjahr verkehrte sie wieder zwischen Earls Cove und Saltery Bay. Hier wurde die Fähre 2009 durch die Island Sky ersetzt.
2015 wurde das Schiff an Goundar Shipping in Suva, Fidschi, verkauft. Neuer Name wurde Lomaiviti Princess III. Das Schiff wird im Fährverkehr auf den Fidschi-Inseln eingesetzt.

## Technische Daten und Ausstattung
Das Schiff wird von vier Viertakt-Sechszylinder-Dieselmotoren des Typs Normo LDGB-6 mit insgesamt 3384 kW Leistung angetrieben. Die Motoren wirken auf Propellergondeln, von denen sich jeweils zwei an beiden Enden der Fähre befinden. Für die Stromerzeugung stehen drei von Dieselmotoren mit jeweils 172 kW Leistung angetriebene Generatoren zur Verfügung. Weiterhin wurde ein von einem Dieselmotor mit 152 kW Leistung angetriebener Notgenerator verbaut.
Die Fähre verfügt über ein durchlaufendes Fahrzeugdeck. An beiden Enden befinden sich herunterklappbare Rampen. Auf dem geschlossenen Fahrzeugdeck stehen fünf Fahrspuren zur Verfügung. Über zwei Fahrspuren auf einer Seite der Fähre befindet sich ein weiteres Fahrzeugdeck, das mit herunterklappbaren Rampen im Schiff versehen ist.
Oberhalb des Fahrzeugdecks befinden sich vier weitere Decks. Auf dem unteren dieser Decks befinden sich die Einrichtungen für die Passagiere, darunter zwei Lounges mit Ruhesesseln und ein Selbstbedienungsrestaurant sowie offene Decksbereiche teilweise mit Sitzgelegenheiten. Auf dem Deck darüber sind unter anderem die Einrichtungen für die Schiffsbesatzung untergebracht. Außerdem befinden sich hier weitere offene Decksbereiche. Das darüberliegende Deck ist zu einem Ende der Fähre als offenes Deck mit Sitzgelegenheiten ausgelegt. Zum anderen Ende der Fähre befindet sich ein wettergeschützter Bereich mit weiteren Sitzgelegenheiten. Zwischen diesen beiden Bereichen ist mittig etwas erhöht das Steuerhaus aufgesetzt.
Der Rumpf des Schiffes ist eisverstärkt.